# آی او خشم تایتان ها
آی‌او یا آیو ( به انگلیسی و یونانی : io ) در اساطیر یونان الهه ای بود که پیشنهاد ایزدی و زندگی با المپ نشینان را رد کرد و نفرین شد که هرگز پیر نشود. وی مسئولیت مراقبت از پرسئوس از کودکی وی تا بزرگ سالی اش شد و در مسیر سرنوشتش او را راهنمایی کرد.
آیو در ورودی معبد مدوسا زمانی که پرسئوس قصد داشت سر مدوسا را جدا کند توسط یکی از دشمنان پرسئوس کشته شد. پس از اینکه پرسئوس کراکن را شکست داد، پدر او زئوس برای قدردانی از وی آیو را به زندگی بازگرداند و نفرین او را باطل کرد. آیو با پرسئوس ازدواج کرد و صاحب پسری به نام هلئوس شد. آیو زمانی که پسرش تنها ۱۴ سال سن داشت بر اثر بیماری درگذشت.